# Essigella knowltoni
Essigella knowltoni är en insektsart som beskrevs av Hottes 1957. Essigella knowltoni ingår i släktet Essigella och familjen långrörsbladlöss.

## Underarter
Arten delas in i följande underarter:
- E. k. knowltoni
- E. k. braggi